# Gmina Poličnik
Gmina Poličnik (chorw. Općina Poličnik) – gmina w Chorwacji, w żupanii zadarskiej. W 2011 roku liczyła  4469 mieszkańców.